# Tiermärchen
Das Tiermärchen ist als spezielle Form des Märchens ein eigenes folkloristisches Genre, in dem anthropomorphisierte Tiere als Helden der Erzählung auftreten.

## Wissenschaftliche Definitionsversuche
Es liegt keine einheitliche und damit verbindliche wissenschaftliche Definition für das Tiermärchen vor. Dennoch werden einige Merkmale als typisch und international gültig für das Genre angesehen.
Das wichtigste dieser Merkmale sind die tierischen Protagonisten, wie es unter anderem Mizuyo Ashiya in Bezug auf das japanische Tiermärchen, Isidor Levin in Bezug auf das tadschikische Tiermärchen beschreiben und Jack Haney für das russische Tiermärchen beschreibt:

“Animal tales are stories in which human beings are not the main actors. Animals, less commonly birds and fish, are the chief 'movers and shakers'.”

„Tiermärchen sind Erzählungen, in denen die Hauptfiguren keine Menschen sind. Tiere, weniger häufig auch Vögel und Fische, sind die Hauptakteure.“

Auch Wilhelm Solms geht in seiner Analyse der Grimmschen Tiermärchen von dem tierischen Personal aus, fügt jedoch noch weitere Merkmale an:

„1. Die Hauptfiguren oder Träger der Handlung, also die Helden und zumeist auch ihre Gegenspieler, sind jeweils Tiere. 2. Das Geschehen wird in einem schwankhaften Ton berichtet, der den Zuhörer erheitert. 3. Die Erzählungen sind Variationen desselben Themas: der Kleine vermag durch Mut und Klugheit dem Großen zu widerstehen oder ihn sogar zu überwinden.“

Die beiden letzten Charakteristika sind jedoch offenbar nicht absolut universal gültig. So ist laut Ashiya der Ton japanischer Tiermärchen „dem Charakter der Einwohner entsprechend meistens leicht, gutmütig, heiter und einfach.“ Haney spricht den russischen Tiermärchen sogar jede Heiterkeit ab:

“The tales are told in neither comic nor tragic fashion but in that matter-of-fact, accepting way that has often been ascribed to the Russian peasant.”

„Die Märchen sind weder in einem komischen noch in einem tragischen Stil erzählt, sondern auf diese sachliche, pragmatische Art, die den russischen Bauern häufig zugeschrieben wird.“

Und er formuliert auch Solms dritten Punkt ins Negative, wenn er von "duplicity" („Falschheit“) als dem Thema russischer Tiermärchen spricht, die „the length to which the actors in the tale will go to obtain their daily needs“ („die Extreme, zu denen die Akteure der Märchen gehen, um ihre täglichen Bedürfnisse zu stillen“) behandelten.
Insgesamt jedoch die Merkmale des schwankhaften Tons und des David-gegen-Goliath-Themas in der internationalen Forschung auf Zustimmung, wie etwa die Ausführungen des mongolischen Folkloristen Chorloo zeigen.

## Abgrenzung von der Fabel
Das Tiermärchen wird häufig auch von Wissenschaftlern mit der Fabel gleichgesetzt, obwohl sich diese beiden Erzählformen in zwei Merkmalen deutlich unterscheiden.
Der formale Unterschied besteht darin, dass Fabeln zumeist über einen namentlich bekannten Verfasser verfügen. Prominente Beispiele sind Aesop und auch Lessing. Damit gehören Fabeln nicht im eigentlichen Sinne zu folkloristischen Erzählformen bzw. im engeren Sinne dem Märchen, das sich u. a. dadurch auszeichnet, dass „Verfasser, Entstehungszeit, –ort und -zweck unbekannt sind“.
Das inhaltliche Unterscheidungsmerkmal ist die der Fabel inhärente und häufig explizit formulierte Moral, aufgrund derer diese literarische Gattung „im Gegensatz zum Märchen von ihrem Schöpfer wie vom Zuhörer als eine um der Nutzanwendung willen erfundene Geschichte empfunden“ wird.

## Beliebte Tierfiguren
Tiermärchen werden in jedem Kulturkreis der Erde erzählt. Daher unterscheiden sich die Figuren je nach der realen Fauna, aber auch nach den Lebensumständen der Menschen – Viehzüchter erzählen andere Tiermärchen als Ackerbauern oder Jäger.
Da jedoch einige Tierarten fast auf der ganzen Welt verbreitet sind, sind sie auch in den Märchen der unterschiedlichsten Völker zu finden. Hierzu gehören z. B. der Hase, der Wolf und der Fuchs. Dennoch gibt es lokale Anpassungen. Während in vielen Kulturen die Tierfiguren keine Eigennamen haben, heißt der Fuchs in den russischen Tiermärchen Lisabeta Patrikejewna bzw. Iwanowa, ist also weiblich und häufig mit einem Wildkater namens Kotanail Iwanowitsch verheiratet, der der Bürgermeister von Sibirien ist.

## Bekannte Tiermärchen
- Der alte Sultan
- Die drei kleinen Schweinchen
- Der Fuchs und das Pferd
- Der Fuchs und die Frau Gevatterin
- Der Fuchs und die Gänse
- Der Fuchs und die Katze
- Der Hase und der Igel
- Häsichenbraut
- Das hässliche Entlein (Märchen)
- Die Hochzeit der Frau Füchsin
- Der Hund und der Sperling
- Katze und Maus in Gesellschaft
- Läuschen und Flöhchen
- Von der Nachtigall und der Blindschleiche
- Die Rattenfamilie
- Die Scholle
- Der Spatz, das Mäuschen und der Pfannkuchen
- Der Wolf und der Fuchs
- Der Wolf und der Mensch
- Der Wolf und die sieben jungen Geißlein
- Der Zaunkönig
- Der Zaunkönig und der Bär